# Francisco Reboredo
Francisco Reboredo Mosquera (* 3. September 1914 in Buenos Aires; † 22. Januar 1973) war ein spanischer Fußballspieler und -trainer.

## Karriere

### Spieler
Zwischen 1936 und 1939 spielte der in Argentinien geborene, aber in Spanien aufgewachsene Reboredo als Mittelfeldspieler und Verteidiger eingesetzte Reboredo beim FC Porto mit dem 1937 unter Trainer József Szabó die Ligameisterschaft und 1939 unter Trainer Miguel Siska die neueingeführte Erstligameisterschaft von Portugal gewann (→ Portugiesischer Fußballmeister). Er galt als eine der Stützen der Mannschaft. Zur Saison 1939/40 schloss er sich dem spanischen Zweitligisten Deportivo La Coruña an, mit dem er 1941 aufstieg. 1945 stieg er mit La Coruña ab, es gelang aber der umgehende Wiederaufstieg. Nach der Saison 1946/47 beendete er seine Spielerlaufbahn.

### Trainer
Danach kehrte er als Trainer zum FC Porto zurück. Zumeist war er mit dem Jugendbereich befasst, betreute aber bereits in der Saison 1949/50 kurzfristig die Kampfmannschaft. Im Januar 1962 ersetzte er den zur Saisonmitte verstorbenen ungarischen Trainer György „Jorge“ Orth und führte die erste Mannschaft zur Vizemeisterschaft. Neben Kapitän Virgílio Marques und Hernâni Ferreira da Silva zählte der brasilianische Torschützenkönig Azumir zu den bekannteren Spielern jener Mannschaft.
Danach trainierte er 1962/63 und 1963/64 bis zum 15. Spieltag Vitória Setúbal, das in jener Zeit Plätze im Mittelfeld der Liga einnahm. Am 8. März 1964 wurde der Brasilianer Gentil Cardoso bei Sporting Lissabon entlassen und Reboredo formte dort anschließend mit Anselmo Fernandez ein Trainer-Duo, dem Letzterer formal vorstand. Höhepunkt der Zeit hier war der Gewinn des Europapokals der Pokalsieger 1963/64 nach Ergebnissen von 3:3 und 1:0 in den Finalspielen gegen MTK Budapest. Auf dem Weg ins Finale schlug Sporting knapp zehn Tage nach dem Amtsantritt von Reboredo und Anselmo Manchester United um Bobby Charlton und George Best im heimischen Stadion Alvalade mit 5:0 und holte damit einen 1:4-Rückstand aus dem Hinspiel auf.

## Sonstiges
Sein Bruder Manuel Reboredo spielte in der Saison 1942/43 für Celta Vigo in der ersten spanischen Liga und später für Deportivo La Coruña.